# PzKpfw II Ausf F (Sd.Kfz. 121)

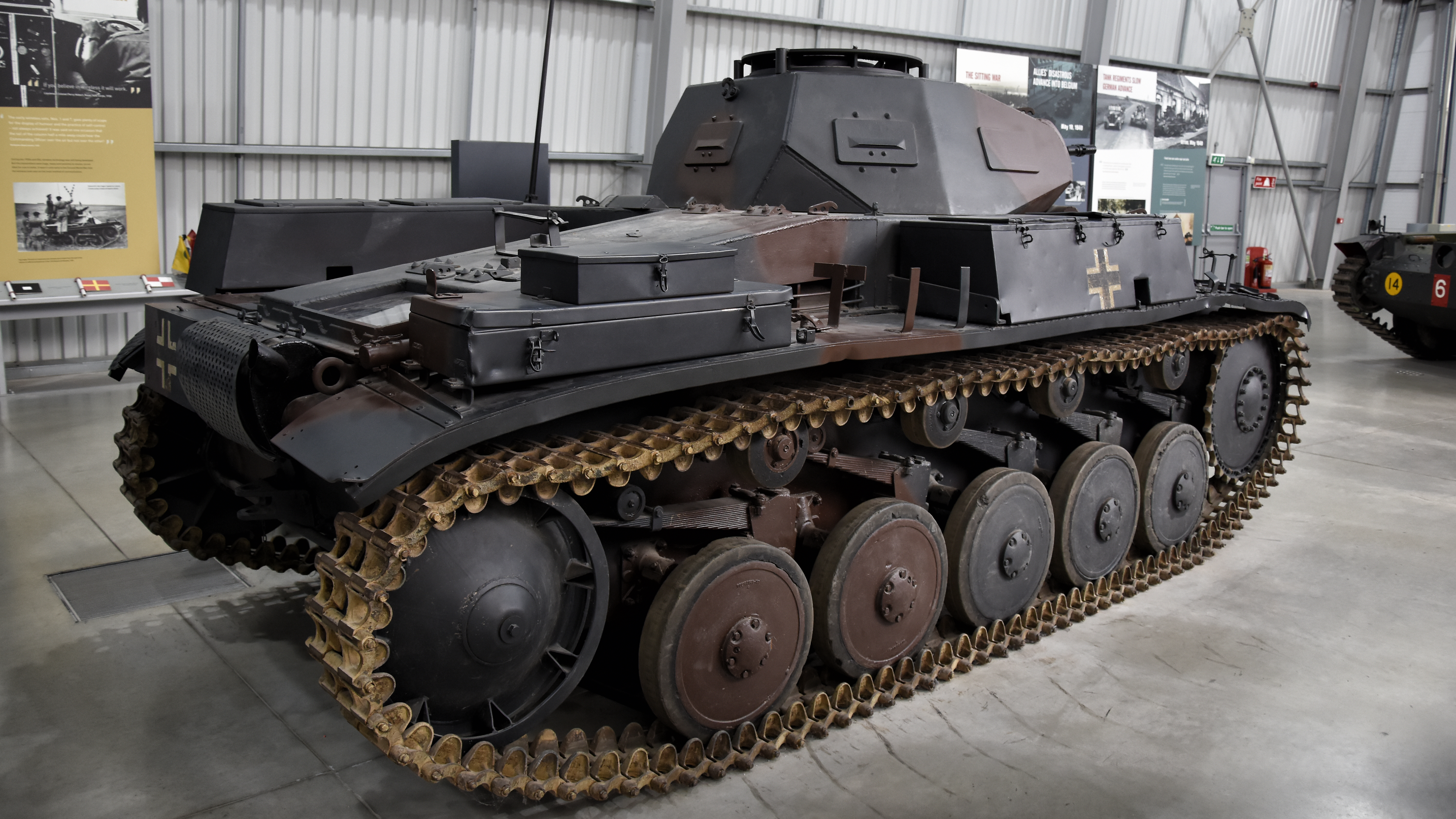
PzKpfw. II Ausf. F - in The Tank Museum

Het Duitse pantservoertuig Panzerkampfwagen II uitvoering F, ook bekend als PzKpfw. II Ausf. F (Sd.Kfz. 121), was een lichte verkenningstank gebruikt door het leger van nazi-Duitsland tijdens de Tweede Wereldoorlog.

## Achtergrond
De PzKpfw. II Ausf. F (Sd.Kfz. 121) was het finale model binnen normale Panzerkampfwagen II-reeks. Na Ausf. F werden de speciale uitvoeringen gebouwd, veelal omvormingen gebaseerd op de normale Panzer II-reeks. Het was de oorspronkelijke bedoeling om de F-reeks te laten produceren vanaf midden jaren 40, doch vertragingen tijdens de ontwerpfase hebben ervoor gezorgd dat de productie pas kon startten vanaf maart 1941. Begin juni 1942 werd door het Duits leger beslist om een 7,5 cm PaK40 kannon op het Panzer II chassis te monteren. Vanaf 20 juni 1942 werd een bestelling geplaatst dat resulteerde dat 50% van alle PzKpfw II productiemodellen naar deze variant werd gebouwd. Een later decreet in juli 1942 besloot dat vanaf augustus 1942 alle Panzer II chassis moesten dienen voor het 7,5 cm PaK40 (Sf) model. Producent FAMO bouwde echter de laatste vijftien stuks in december 1942 en vervolmaakte hiermee de initiële bestelling van 524 stuks PzKpfw II Ausf F (Sd.Kfz. 121).
PzKpfw. II Ausf. F was in hoofdzaak gebaseerd op Panzer II Ausf. C en had dezelfde bewapening als de andere Panzerkampfwagen II tanks. De kost om een enkele Ausf. F tank te bouwen, exclusief bewapening, was 49.228 Reichs Mark. Met bewapening 52.728 RM. Enkele herkenningspunten: De voorzijde van de tank Ausf F. is vlak in plaats van het afgerond voorsteven bij de voorgaande modellen. De achtvoudige periscoop voor de commandant werd nu standaard gemonteerd; de plaatdikte van de voorzijde aan de geschutskoepel werd verhoogd tot 30 mm; het terugloopwiel werd veranderd in een conische vorm.

## Dienstjaren
De PzKpfw. II Ausf F (Sd.Kfz. 121) werd op dezelfde manier ingezet als de PzKpfw II Ausf a/1 a/2 und a/3 - Sd.Kfz. 121. De Panzer II was in 1940/1941 de hoofdtank in de Poolse Veldtocht maar werden in de latere offensieven in het Westen hoofdzakelijk gebruikt voor verkenningsmissies. Omdat de productie van de Panzerkampfwagen III en Panzerkampfwagen IV vertragingen opliepen, werd de Panzer II, toegewezen aan de steeds uitbreidende pantsereenheden en, tegen de oorspronkelijke bedoeling in, langer gebruikt aan de oorlogsfronten. Tijdens het Russisch offensief, Operatie Barbarossa, had elk pantserregiment, elk pantser detachement en elk pantsercompagnie een peloton Panzer II tanks voor verkenningsdoeleinden. In 1942 werden deze verkenningspelotons uit de compagnies genomen en de PzKpfw. II werd ontslagen uit de primaire gevechtseenheden vanaf einde 1943 doch ze bleven in dienst aan de secundaire fronten tot het einde van de Tweede Wereldoorlog. De Panzer II bleek na 1941 snel te zwak voor de gevechtseenheden, doch was des te meer een ideaal verkennings- en opleidingsvoertuig en een belangrijke stap in de ontwikkeling van de zwaardere tanks.